# Hermann Weißauer

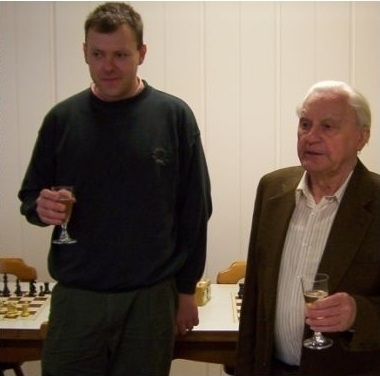
Gerald Ettl und Hermann Weißauer (Ludwigshafen 2005)

Hermann Weißauer (* 4. Oktober 1920 in Freising; † 2. August 2014 in Ludwigshafen am Rhein) war ein deutscher Schachkomponist und -publizist. Nach ihm ist die Weißauer-Bahnung benannt.

## Leben
Weißauer war Sohn eines Volksschullehrers, machte am humanistischen Dom-Gymnasium Freising 1939 sein Abitur und begann, in München Chemie zu studieren. 1941 wurde er jedoch einberufen und geriet zum Ende des Zweiten Weltkriegs in Norwegen in Kriegsgefangenschaft. 1946 nahm er sein Chemiestudium wieder auf und promovierte 1952 an der Ludwig-Maximilians-Universität München. Ab 1953 arbeitete er bei der BASF in der Farbenforschung. Weißauer sicherte der BASF eine ganze Reihe von Patenten, unter anderem gemeinsam mit einem Kollegen ein amerikanisches Patent für wasserlösliche Anthrachinonfarbstoffe und ihre Produktion.
Zeitlebens war Weißauer begeisterter Schachspieler. Seit 1953 gehörte er dem Schachklub Ludwigshafen 1912 als Mitglied an und nahm 1956 und 1958 mit diesem Verein an der Endrunde zur Deutschen Mannschaftsmeisterschaft teil. 1990 erhielt er zu seinem 70. Geburtstag den Ehrenteller des Pfälzischen Schachbunds. Sein besonderes Interesse galt der Schachkomposition. Er komponierte etwa 500 Schachprobleme, vor allem neudeutsche Dreizüger. 1978 begründete er die Deutschen Problemlösemeisterschaften, ein Turnier im Lösen von Schachproblemen, das er lange Zeit leitete.  Seit 1979 redigierte Weißauer viele Jahre lang den Problemteil der Schachzeitschrift Rochade Europa. Er war seit 1987 Internationaler Schiedsrichter für Schachkomposition und wurde 2012 vom Weltbund für Schachkomposition (WFCC) zum Honorary Master of Chess Composition ernannt. Im Mai 2002 sprach ihm der Deutsche Schachbund Dank und Anerkennung in Form einer Ehrenurkunde aus. Gewürdigt wurden seine Verdienste auch mit der Ehrenmitgliedschaft in der Schwalbe sowie 2010 mit dem Ehrenteller des Deutschen Schachbunds „in Anerkennung seiner Leistungen und seines Engagements für das Problemschach“. Ein beliebtes Linienkombinationsmotiv trägt seinen Namen: die Weißauer-Bahnung; weitere Themen, mit denen sich Weißauer beschäftigte, waren der Batteriewechsel und das „Vierspringermatt“ in der Miniatur.

## Die Weißauer-Bahnung
Es handelt sich um eine schwarz-weiße Bahnung: Ein schwarzer Langschrittler beseitigt hinderliche weiße Masse und bahnt dann auf der freigewordenen Linie antikritisch (im Sinne von Hans Klüver: antimetakritisch) für einen weißen Langschrittler.
Das Stammproblem der Weißauer-Bahnung:
|   | a | b | c | d | e | f | g | h |   |
| 8 |   |   |   |   |   |   |   |   | 8 |
| 7 |   |   |   |   |   |   |   |   | 7 |
| 6 |   |   |   |   |   |   |   |   | 6 |
| 5 |   |   |   |   |   |   |   |   | 5 |
| 4 |   |   |   |   |   |   |   |   | 4 |
| 3 |   |   |   |   |   |   |   |   | 3 |
| 2 |   |   |   |   |   |   |   |   | 2 |
| 1 |   |   |   |   |   |   |   |   | 1 |
|   | a | b | c | d | e | f | g | h |   |

Die Aufgabe zeigt die Weißauer-Bahnung in Doppelsetzung, also zwei Mal: 1. Sb3 wäre bereits matt, wenn der weiße Bauer c5 nicht die Deckungslinie des weißen Turms c8 nach c4 und c3 verstellen würde. Dasselbe gilt für 1. Dxg7, hier stört der weiße Bauer d5, der die Wirkungslinie des weißen Läufers a8 nach e4 sperrt.
Lösung: 1. Kf8! droht 2. Kxg7 und 3. Lf6 matt. Die Verteidigung 1. … Txc5 (mit der Idee 2. … Txc8) hat zugleich einen schädigenden Effekt zur Folge: Die störende weiße Masse auf c5 verschwindet. Nun sperrt jedoch der schwarze Turm die Wirkungslinie des Tc8. Mit 2. Sc2+ wird er zur Bahnung gezwungen, das heißt, er überschreitet den Punkt c3, so dass die Deckungslinie des weißen Turms bis nach c3 verlängert wird: 2. … Txc2 3. Sb3 matt sowie 2. … dxc2 3. Dxe3 matt. Analog funktioniert 1. … Lxd5 (Idee: 2. Kxg7 Lxa8) 2. Sf3+ Lxf3 3. Dxg7 matt.
Der Zug 2. … Txc2 (bzw. Lxf3) heißt antikritisch, weil er das kritische Feld (c3 bzw. e4) mit der Folge der Öffnung einer Wirkungslinie überschreitet (während ein kritischer Zug Überschreitung des kritischen Felds mit der Folge der Liniensperrung bedeuten würde, wie im Inder). Nach Hans Klüvers Terminologie ist dies ein metakritischer, genauer: antimetakritischer Zug, weil der Sperrstein selbst das kritische Feld überschreitet, es gibt also eigentlich keinen Schnittpunkt (anders als beim Inder oder Turton).
Eine Weiterentwicklung dieses Bahnungsmotivs war die 2006 erstmals gezeigte Weißauer-Pachl-Bahnung, die auf den weißen Sperrstein (also die zu beseitigende weiße Masse) verzichtet.

## Schriften
- Eine neue Synthese des β-3-Oxindolyl-alanins. Diss. München, 1952.
- Richard Schattner und seine Schachaufgaben. Verlag Wolfgang Bruder, Dossenheim 1998.
- P. A. Orlimont und seine Schachaufgaben. Leben, Werk und Wirkung des P. A. O. Nightrider Unlimited, 2009 (2. Auflage; 1. Auflage 1991). ISBN 978-3-9806906-0-7
- Mit Franz Pachl: Neue Ideen braucht das Land. In: Die Schwalbe, April 2009, Heft 136, S. 67–70.
- Mit Franz Pachl:  Jubiläumsturnier 100 Jahre Schachklub Ludwigshafen 1912 für orthodoxe Dreizüger: Preisbericht, Degener Verlag, Potsdam 2013.